# Noctua corchori
Noctua corchori är en fjärilsart som beskrevs av Fabricius 1794. Noctua corchori ingår i släktet Noctua och familjen nattflyn. Inga underarter finns listade i Catalogue of Life.